# Colibrí d'orelles blaves
Colibri cyanotus és el nom científic de una espècie d'ocell de la família dels troquílids (Trochilidae) que habita garrigues, sabanes i praderies des de Costa Rica cap al sud, per l'oest de Panamà, Colòmbia, Veneçuela i l'Equador, fins al Perú i Bolívia. El nom específic (Colibri cyanotus) pot ser traduït per "Colibrí d'orelles blaves".